# جدجد شجري صيني
جدجد شجري صيني (الاسم العلمي: Oecanthus sinensis) هو نوع من الحشرات يتبع جنس الجدجد الشجري من فصيلة الجداجد الحقيقية.